# Sifó (entomologia)

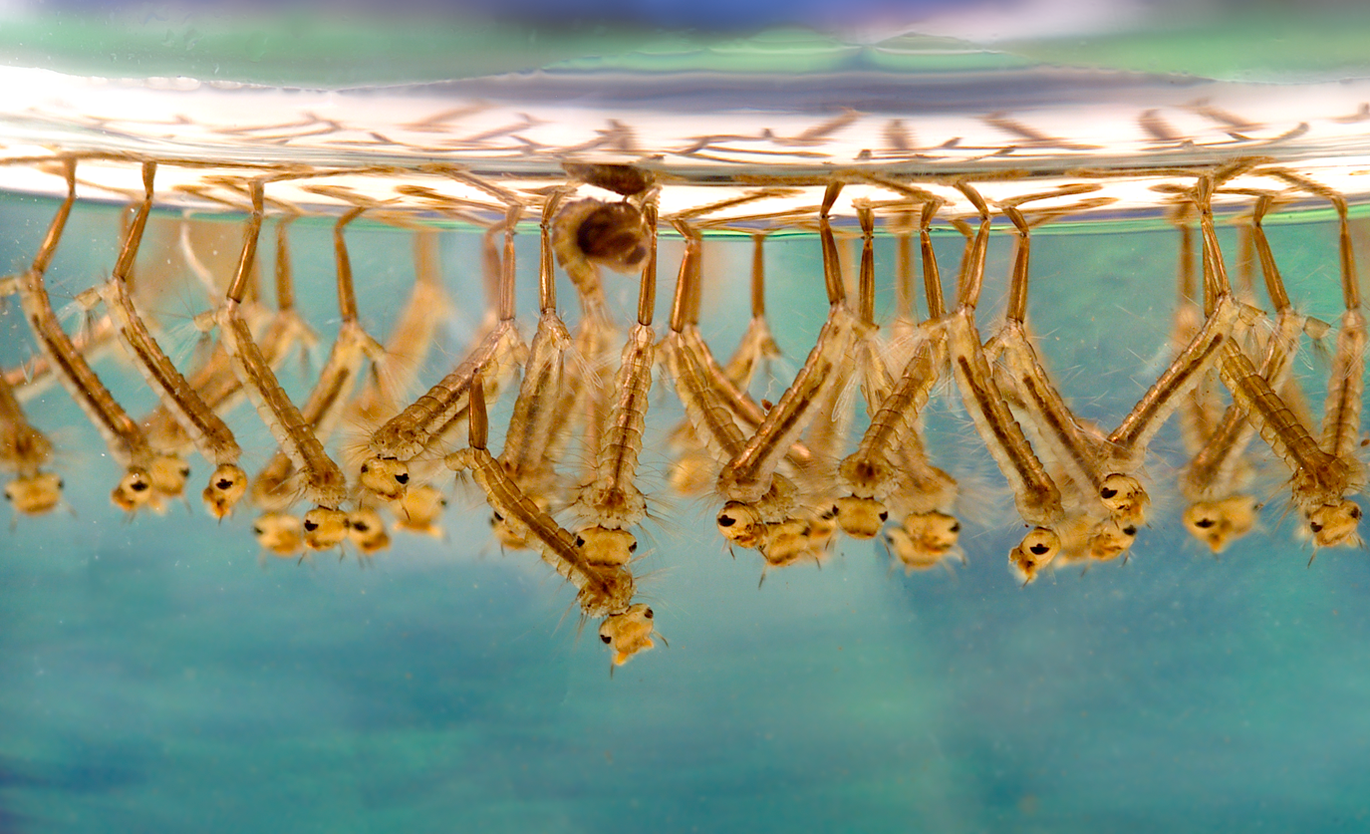
Larves de mosquit respirant amb els sifons amunt

El sifó és un òrgan tubular del sistema respiratori d'alguns insectes que passen una part significativa del seu temps sota l'aigua, que els serveix com a tub respiratori. Les larves de diverses menes d'insectes que viuen dins l'aigua, incloent mosquits, tabànids i belostomàtids, respiren aire a través d'un sifó.

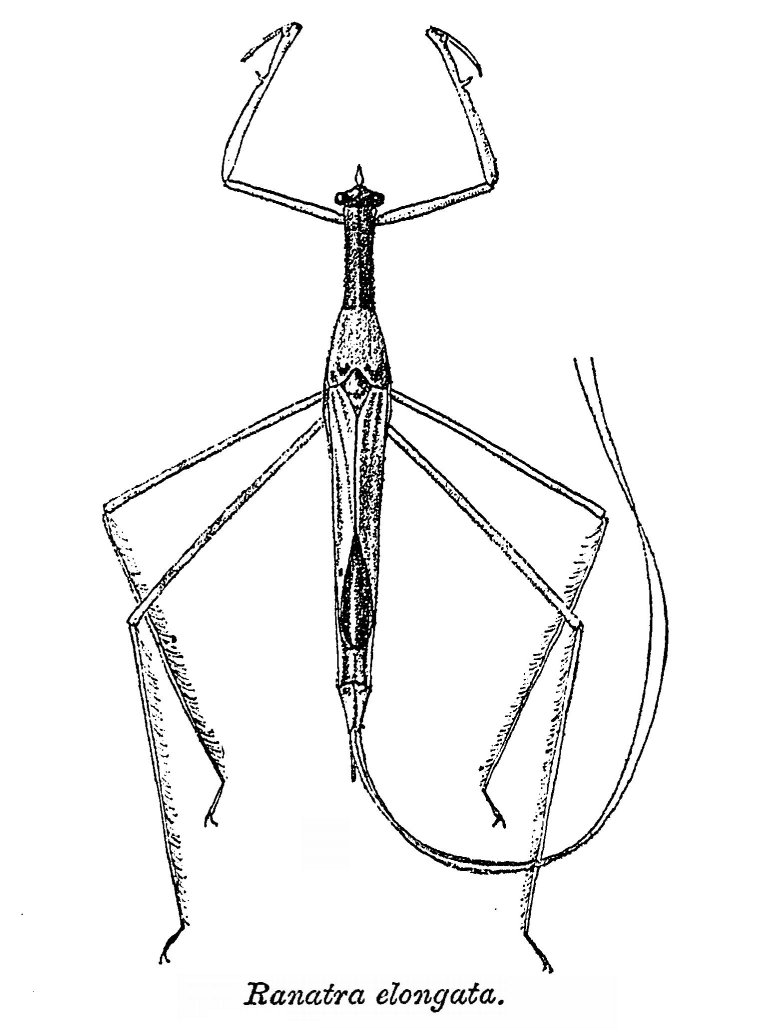
Il·lustració del nèpid Ranatra elongata

Alguns insectes adults que passen força temps submergits tenen un tub de respiració abdominal. Per exemple els nèpids adults tenen l'apòfisi caudal formada per un parell de mitjos tubs capaços tancar-se formant un sifó mitjançant el que l'aire és conduït a la tràquea a l'àpex de l'abdomen quan la punta del tub és empesa sobre la superfície de l'aigua. En formes immadures el sifó està subdesenvolupat i la respiració es realitza a través de sis parells d'espermes abdominals.